# Realschule St. Ursula Dorsten

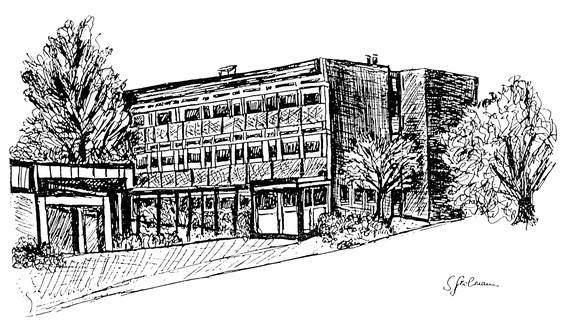
Schulansicht der Realschule St. Ursula Dorsten, gezeichnet von S. Geilmann

Die Realschule St. Ursula Dorsten ist eine staatlich anerkannte private Realschule in Dorsten mit 620 Schülern und 35 Lehrern. Träger der Schule ist seit 2015 die Stiftung St. Ursula Dorsten, zuvor war dies der Orden der Ursulinen in Dorsten. Seit dem 1. August 2018 leitet Miriam Baumeister die Schule, Jochem Sniers ist ihr Stellvertreter. Bei allen Lernstandserhebungen und zentralen Prüfungen liegen die Ergebnisse der Schule deutlich über dem Schnitt des Landes Nordrhein-Westfalen. In den letzten Jahren konnten nicht alle angemeldeten Schüler aufgenommen werden.

## Kooperation mit dem Gymnasium St. Ursula Dorsten
Realschule und Gymnasium St. Ursula Dorsten werden vom gleichen Träger geführt und kooperieren eng. Es finden regelmäßige Treffen von Schulleitungen und Kollegien statt und ein gemeinsamer Arbeitskreis arbeitet zu Fragen wie dem problemfreien Schulwechsel, der Absprache von Fachinhalten der Fachkonferenzen, der Übergangsberatung zwischen den beiden Schulen, gemeinsamer Lehrerfortbildungen, gegenseitiger Hospitation in der Erprobungsstufe und der gemeinsame Nutzung von Tennisplatz, Sportplatz und Sonderräumen. Regelmäßig wechseln über 30 Schüler nach dem mittleren Bildungsabschluss zum Ursulagymnasium.

## Geschichte
Angela Merici gründete 1535 in Brescia die Gesellschaft der Ursulinen. Ziel war die Mädchenausbildung und -erziehung in einer Zeit, in der Mädchenbildung als völlig unnötig erachtet wurde. Aus dieser Gesellschaft (kein Kloster!) entwickelte sich der Orden der Ursulinen, der als Schwerpunkt die Mädchenbildung hatte. In Köln wurde dann 1639 das erste deutsche Ursulinenkloster gegründet. 60 Jahre später, am 21. Januar 1699 kamen von Köln drei Ursulinenschwester zur Klostergründung nach Dorsten. Es wurden eine Mädchenschule und ein Internat eingerichtet. (Zitat: „Nach 8 Tagen haben die außwendige Schul angefangen, und seindt die Kinder mit solcher menge Uns zugeloffen“) Als der Zugang zum Abitur für Mädchen zu Beginn des 20. Jahrhunderts freigegeben wurde, führten die Schwestern ein Oberlyzeum und dann ab Ostern 1927 eine Mittelschule (später Realschule) ein. 82 Schülerinnen wurden in drei Klassen an der Realschule unterrichtet. Die Schule hatte ihren Sitz im Klostergebäude in der Innenstadt. Leiterin der Schule war bis 1931 Mater Petra Brüning.
Mater Lioba Höltershinken führte die Schule nach staatlicher Anerkennung in den Jahren 1931–1942. Der nationalsozialistischen Schulverwaltung war eine Schule mit eigenständigen Ideen ein Dorn im Auge und sie verfügte eine Verstaatlichung der Oberschule und einen Abbau der Mittelschule. Neuer Leiter der Mittelschule wurde der evangelische Rektor August Rüter, der sich dem Kloster gegenüber loyal verhielt. Beim verheerenden Bombenangriff auf Dorsten am 22. März 1945 wurde das Schulgebäude völlig zerstört. Innerhalb von 14 Tagen nach dem Bombenangriff begannen intensive Wiederaufbauarbeiten. Schon im Februar 1946 konnte die Mittelschule wieder geöffnet werden; überfüllte Klassen und große Raumnot bestimmten das Bild. Schulleiterin in den Jahren 1950–1966 war Mater Hieronyma Thesing.
Raumnot bestimmte bis zum Neubau der Realschule am Nonnenkamp das Schulleben. 1971 konnte die Leiterin Schwester Scholastika Kirschner (1962–1982) den Umzug in einen von Manfred Ludes entworfenen Neubau feiern. Seit 1981 besteht eine besondere Partnerschaft mit den Schwestern der göttlichen Vorsehung in Malawi (s. unten). Sr. Teresa Büscher und dann als erster Mann und Laie Arnold Erwig leiteten von 1982 bis 2009 die Schule. Als erster Externer übernahm 2009–2018 Lambert Suwelack die Schulleitung. Mit Beginn des Schuljahres 2011/2012 wurden auch Jungen an der ehemaligen Mädchenschule unterrichtet. Die Trägerschaft der beiden Dorstener Ursulinenschulen wechselte am 1. August 2015 vom Konvent der Ursulinen auf die Stiftung St. Ursula Dorsten über.

## Partnerschaft Malawi
Im Februar 1980, nahmen Schülerinnen einer 7. Klasse mit ihrer Lehrerin Schwester Michaele erste Kontakte zu Kindern in Malawi auf. Im Unterricht beschäftigten sie sich intensiv mit der Situation der Menschen in Afrika und waren erschüttert von der fast unvorstellbaren Armut in dem afrikanischen Land. Durch Briefe von Schwester Bernarde, die Mitglied im Orden der Göttlichen Vorsehung in Münster und seit 1960 als Entwicklungshelferin in Malawi tätig war, konnte immer genau berichten, wie die Lebensumstände der Menschen in Malawi waren.
2008 wurde eine Partnerschaft mit der St. Monica School Mangochi abgeschlossen. So können nicht nur Gelder gesammelt werden (inzwischen weit über 100.000 €), sondern durch Austausch von Briefen und Nachrichten auch Verständnis gefördert werden.

## Unterricht
Als staatlich anerkannte Privatschule ist für die Schule die Vorgabe des Schulministeriums NRW Grundlage.
Der Unterricht findet im Halbtagsbereich statt. Unterrichtet werden in der 5. Klasse die klassischen Fächer Deutsch, Mathematik, Englisch, Religion (kath. oder ev.), Politik, Erdkunde, Physik, Biologie, Kunst, Musik, Textilgestaltung und Sport.
In der Klasse 6 wird das zusätzliche Fach Geschichte eingeführt.
Als weitere Naturwissenschaft wird in der 7. Klasse Chemieunterricht erteilt. Die Schüler können zusätzlich zwischen den Neigungsschwerpunkten (Klassenarbeitsfächer) Französisch, Sozialwissenschaften, Biologie und Kunst wählen. Jungen und Mädchen nehmen für ein Jahr am Hauswirtschaftsunterricht teil.
In der Klasse 9 können die Schüler ihren künstlerischen Schwerpunkt für die 9. und 10. Klasse wählen. Dies kann neben Kunst, Musik und Textilgestaltung auch das Fach „Gestaltendes Spiel“ (Theater) sein.
In Deutsch, Mathematik und Englisch werden je nach Klassenstufe Förderstunden angeboten, zusätzliche Förderkurse für LRS, Dyskalkulie und Deutsch (fremdsprachliche Schüler) werden zu Beginn der Schulzeit angeboten. Leistungsstarke Schüler können im Förder-/Forderprojekt teilnehmen oder helfen Mitschülern beim Projekt „Schüler helfen Schülern“.
Eine Hausaufgabenbetreuung durch Lehrer ist an jedem Tag eingerichtet. Folgende Arbeitsgemeinschaften werden momentan angeboten: Sport (Flag Football), Roboterbau (Lego Mindstorms), Chor, Theater, Zeitung, Werken, Streitschlichtung, Schulsanitäter.